# Gunnison (Colorado)
Gunnison é uma cidade localizada no estado americano do Colorado, no Condado de Gunnison.

## Demografia
Segundo o censo americano de 2000, a sua população era de 5409 habitantes.
Em 2006, foi estimada uma população de 5309, um decréscimo de 100 (-1.8%).

## Geografia
De acordo com o United States Census Bureau tem uma área de
8,3 km², dos quais 8,3 km² cobertos por terra e 0,0 km² cobertos por água. Gunnison localiza-se a aproximadamente 2348 m acima do nível do mar.

## Localidades na vizinhança
O diagrama seguinte representa as localidades num raio de 64 km ao redor de Gunnison.